# Plamen Zheliazkov
Plamen Zheliazkov –en búlgaro, Пламен Желязков– (Asenovgrad, 14 de mayo de 1972) es un deportista búlgaro que compitió en halterofilia.
Ganó dos medallas en el Campeonato Mundial de Halterofilia, oro en 1998 y bronce en 1999, y seis medallas en el Campeonato Europeo de Halterofilia entre los años 1996 y 2004. Participó en los Juegos Olímpicos de Atlanta 1996, ocupando el cuarto lugar en la categoría de 70 kg.

## Palmarés internacional
| Campeonato Mundial | Campeonato Mundial  | Campeonato Mundial | Campeonato Mundial |
| Año                | Lugar               | Medalla            | Categoría          |
| ------------------ | ------------------- | ------------------ | ------------------ |
| 1998               | Lahti (Finlandia)   | Medalla de oro     | 69 kg              |
| 1999               | Atenas (Grecia)     | Medalla de bronce  | 77 kg              |
| Campeonato Europeo |                     |                    |                    |
| Año                | Lugar               | Medalla            | Categoría          |
| 1996               | Stavanger (Polonia) | Medalla de plata   | 70 kg              |
| 1997               | Rijeka (Croacia)    | Medalla de bronce  | 70 kg              |
| 1998               | Riesa (Alemania)    | Medalla de oro     | 69 kg              |
| 1999               | La Coruña (España)  | Medalla de plata   | 69 kg              |
| 2000               | Sofía (Bulgaria)    | Medalla de plata   | 77 kg              |
| 2004               | Kiev (Ucrania)      | Medalla de bronce  | 77 kg              |